# Georges Flagothier
Georges Flagothier (Sprimont, 17 maart 1929 - 13 mei 2011) was een Belgisch senator.

## Levensloop
Flagothier begon zijn beroepsloopbaan als zelfstandig arbeider en was daarna buschauffeur. Van 1956 tot 1971 werkte hij als bediende bij de Christelijke Mutualiteiten en in 1981 werd hij voorzitter van de CM-federatie van de provincie Luik, een functie die hij tot in 1998 zou uitoefenen. Van 1971 tot 1977 was hij attaché op de kabinetten van verschillende PSC-ministers.
In oktober 1958 werd hij voor de christendemocratische PSC verkozen tot gemeenteraadslid van Sprimont en van januari 1971 tot april 1993 was hij er burgemeester. Daarna bleef Flagothier nog tot eind 1994 in de gemeenteraad zetelen. 
Als vertegenwoordiger van de christelijke arbeidersbeweging was Flagothier verschillende keren kandidaat voor de wetgevende verkiezingen, waarbij hij zich ontpopte tot een grote stemmentrekker. In 1977 verwierf hij een parlementair mandaat als provinciaal senator voor de provincie Luik. Een jaar later, in 1978, werd Flagothier rechtstreeks verkozen in de Senaat, maar hij droeg zijn zetel over aan eerste opvolger Michel Paulus en werd opnieuw provinciaal senator. 
Na de verkiezingen van 1981 verdween Flagothier enkele jaren uit de Senaat. In oktober 1984 werd hij dan gecoöpteerd senator in opvolging van Dieudonné André, die rechter werd in het pas opgerichte Arbitragehof. Hij bleef dit tot in 1985 en was daarna van 1985 tot 1987 opnieuw provinciaal senator. Bij de verkiezingen van december 1987 werd hij voor het arrondissement Luik verkozen in de Kamer van volksvertegenwoordigers, maar hij diende zijn zetel af te staan aan eerste opvolger Paul-Henry Gendebien. Hierdoor werd hij in de legislatuur 1988-1991 opnieuw provinciaal senator. Van 1991 tot 1995 was hij rechtstreeks gekozen senator voor het arrondissement Luik, waarmee Flagothier zijn parlementaire loopbaan voltooide. Als gevolg van de toen bestaande dubbelmandaten zetelde hij van 1977 tot 1980 eveneens in de Cultuurraad voor de Franse Cultuurgemeenschap en van 1980 tot 1981 en van 1992 tot 1995 in de Waalse Gewestraad en de Raad van de Franse Gemeenschap.
In de Senaat zette Flagothier zich in voor de hervorming van de wet van 1894 over de mutualiteiten en de uitbreiding van de controle op hun activiteiten door de invoering van een   controledienst, die in 1990 tot stand kwam met de oprichting van de Controledienst voor de Ziekenfondsen, middels een wetsontwerp van toenmalig minister van Sociale Zaken Philippe Busquin. Flagothier was de rapporteur van de commissie die dit wetsontwerp in de Senaat onderzocht. In de Franse Gemeenschapsraad werd hem in dezelfde periode het voorzitterschap toevertrouwd van het garantiefonds voor schoolgebouwen in het vrij en het officieel gesubsidieerde onderwijs.  
Daarenboven was Flagothier tot 1995 voorzitter van Démocratie Chrétienne, de linkervleugel binnen de PSC, van 1998 tot 2006 voorzitter van het Christelijk Verbond voor Gepensioneerden van de provincie Luik en tot aan zijn overlijden in 2011 voorzitter van de vzw die het cdH, de opvolger van de PSC, beheerde.